# NGC 722
NGC 722 je spirální galaxie v souhvězdí Berana. Její zdánlivá jasnost je 13,6m a úhlová velikost 1,70′ × 0,5′. Je vzdálená 223 milionů světelných let, průměr má 105 000 světelných let. Galaxii objevil 2. prosince 1861 Heinrich Louis d’Arrest, v katalogu NGC je popsána „velmi slabá, velmi malá, okrouhlá, β Arietis severně“.